# Malcolm (West-Australië)
Malcolm is een spookdorp in de regio Goldfields-Esperance in West-Australië.

## Geschiedenis
In 1869 verkende John Forrest, de latere premier van West-Australië, de streek. Hij gaf een berg de naam Malcolm, naar Malcolm Hamersley, een kolonist die aan Forrests expeditie deelnam.
De 'North Star'-goudmijn is de plaats waar in de streek voor het eerst goud werd gevonden. Dit zou nog voor Bailey's bekende vondst nabij Coolgardie in 1892 hebben plaats gevonden. Speakman en Ryan vonden het eerste goud in Malcolm maar registreerden hun vondst niet. Birks en zijn ploeg waren in 1895 de eersten die er een vondst registreerden maar ontwikkelden de goudmijn amper.
In november 1896 vroeg het 'Mount Malcolm Provisional Committee' de overheid om er een dorp op te meten en te stichten. Er waren toen reeds drie hotels, zes winkels, twee bakkers, een slagerij en enkele andere zaken gevestigd. Malcolm werd in 1897 officieel gesticht en naar de nabijgelegen berg vernoemd. Dat jaar kreeg G.W. Hall de goudmijn met zijn 'North Star Gold Mining Company' in handen. De onderneming werd op de Londense beurs genoteerd. Tegen 1904 telde het Malcolm vijf hotels, een brouwerij en 400 inwoners.
Hoewel er verscheidene goudmijnen rondom Malcolm lagen was het dorp vooral van de 'North Star' afhankelijk. Toen de goudmijn in 1905 dreigde te sluiten vormden de plaatselijke handelaars het 'Malcolm Prospecting Syndicate' om ze open te houden. De mijn bracht echter niet genoeg op en sloot in 1916 de deuren. Dit betekende de doodsteek voor Malcolm.

## 21e eeuw
Malcolm maakt deel uit van het lokale bestuursgebied (LGA) Shire of Leonora, waarvan Leonora de hoofdplaats is. De onderneming 'Anova Metals' is een project op het Malcolm-goudveld opgestart.
De 'Malcolm Dam', een dam begin jaren 1900 aangelegd om de spoorwegen van water voor de stoomlocomotieven te voorzien, is een toeristische trekpleister. Men kan er vogels en andere wilde dieren waarnemen.

## Transport
Malcolm ligt langs de 'Laverton-Leonora Road', 852 kilometer ten noordoosten van de West-Australische hoofdstad Perth, 108 kilometer ten westzuidwesten van Laverton en 19 kilometer ten oosten van het langs de Goldfields Highway gelegen Leonora.
De spoorweg die door Malcolm loopt maakt deel uit van het goederenspoorwegnetwerk van Arc Infrastructure.

## Klimaat
Malcolm kent een warm woestijnklimaat, BWh volgens de klimaatclassificatie van Köppen.